# TV-Anytime
TV-Anytime Forum es una asociación de organizaciones cuyo objetivo es desarrollar especificaciones que permitan el almacenamiento digital de servicios audiovisuales y de otro tipo, en plataformas de usuario, basándose en el mercado de masas.
En agosto de 2003, la Fase 1 de las especificaciones de TV-Anytime fue adoptada por la ETSI (European Telecommunications Standards Institute) como especificación técnica de la misma.

## Creación
TV-Anytime Forum se formó en una reunión inaugural llevada a cabo en Newport Beach, California, USA, del 27 al 29 de septiembre de 1999.

## Miembros
TV-Anytime está constituida por más de 60 miembros representantes de una gran variedad de industrias: emisoras de televisión, emisores por Internet, propietarios de contenidos, proveedores de servicios, fabricantes de consumibles electrónicos, fabricantes de equipos profesionales, fabricantes de componentes y vendedores de software, entre otros. Respecto a la distribución geográfica de los miembros, la mayoría proceden de Europa (BBC, BSkyB, BT, France Télécom, Nokia, Philips, EBU) y de Ásia (Daewoo, Hakuhodo, KETI, Matsushita Electric Industrial, JVC, Toshiba, Mitsubishi Electric). De Estados Unidos también encontramos miembros, como Motorola, Microsoft y Walt Disney Televisión.

## Objetivos
TV-Anytime Forum ha establecido cuatro objetivos fundamentales para la asociación, que son:
- Definir especificaciones que permitan a las aplicaciones explotar el almacenamiento local en plataformas electrónicas de usuario.
- El foro es independiente de la red con respecto a los medios para la distribución de contenidos a los equipos electrónicos de consumidor.
- Desarrollar especificaciones para sistemas compatibles e integrados, desde los creadores/proveedores de contenidos, hasta los consumidores, pasando por los proveedores de servicios.
- Especificar las estructuras de seguridad necesarias para proteger los intereses de todas las partes involucradas.

## Grupos de trabajo
Las actuaciones de TV-Anytime se estructuran en los siguientes grupos de trabajo:

### Modelos de negocio
Este grupo trabaja en contacto con los grupos técnicos de trabajo para determinar qué requerimientos habilitar en cada fase de las especificaciones de TV-Anytime. Trabajan bajo la premisa de que "ningún sistema puede ser desarrollado adecuadamente sin imaginar y documentar en primer lugar todas las maneras, presentes y futuras, en que dicho sistema podría ser usado".
En la industria, existe un amplio abanico de modelos de negocio. Para abarcarlos todos, este grupo se encarga de desarrollar las características básicas y las funcionalidades necesarias. Dichas características, y los escenarios que las acompañan, son transmitidos a los demás grupos relevantes, con el objetivo de que sean comprobados y, en su caso, lleven adelante dichas especificaciones.
A mediados de 2005, ya habían sido desarrollados modelos para agentes clave como por ejemplo consumidores, proveedores de contenidos y servicios, anunciantes y fabricantes de equipos. El siguiente paso del grupo, consiste en buscar las diferentes formas de promover en la industria de los medios la adopción de TV-Anytime.

### Sistema, Interfaces de transporte y referenciación de contenido
Este grupo de trabajo es responsable de toda la arquitectura y consistencia del Sistema TV-Anytime. Su principal objetivo es asegurar que el sistema de trabajo de TV-Anytime puede ser construido con sus propias herramientas.
Entre las directivas del grupo también figura la definición de los requerimientos necesarios en la capa de transporte para el correcto funcionamiento del sistema TV-Anytime. Dichos requerimientos permitirán a organizaciones como DVB, ATSC, ARIB y otras, implementar TV-Anytime en sus entornos.
En cuanto a la referenciación de contenido, el principal objetivo es conseguir una instancia específica de un contenido específico. Por ejemplo, si un usuario quisiera grabar una serie con un PVR (Personal Video Recorder), debería saber el momento en que ésta va a ser emitida para poder programarlo. Esto puede ser un problema ya que el usuario puede desconocer este dato y, además, la fecha y hora de emisión podría variar de un capítulo a otro. Para dotar al usuario de esta capacidad, se necesita poder referenciar el contenido independientemente de la localización de este, ya sea ésta un canal de difusión particular en un día y hora determinados, o un servidor de ficheros conectado a Internet o cualquier otro.
La especificación de TV-Anytime sobre referenciación de contenidos (TV-Anytime Content Referencing Specification) proporciona una referencia independiente de la localización, llamada CRID, y especifica el proceso por el cual este CRID ubica el tiempo y la localización donde pueden ser encontrados los contenidos deseados.

### Metadatos
Este grupo de trabajo se encarga de desarrollar la Especificación de Metadatos de TV-Anytime.
Los metadatos son descriptores que se utilizan, por ejemplo, en las Guías de Programación Electrónicas (EPG), o en las páginas Web, para describir los contenidos. Esta información es muy útil para el consumidor a la hora de buscar y localizar contenidos entre una multitud de fuentes internas y externas.
Otro grupo importante dentro de los metadatos consiste en los que se utilizan para definir las preferencias de los usuarios, como por ejemplo, los hábitos de consumo, y así definir otra información para poder dirigirse a una audiencia específica.
La especificación sobre metadatos también permite describir contenidos segmentados, de forma que puede ser usado para realizar una grabación parcial de los contenidos y una visualización no lineal, es decir, se puede usar para navegar por una pieza con los contenidos segmentados.

### Gestión de derechos y protección
El objetivo de este grupo es desarrollar estándares que permitan la expresión segura y la garantía de los derechos de la información distribuida hasta los PVR.
Dentro de este objetivo se incluye la definición de interfaces estandarizadas que permitan, de forma legal, el acceso condicional y los sistemas de protección de contenidos. Para servir las necesidades de todo el espectro de proveedores de contenidos, desde servicios públicos de radiodifusión hasta distribuidores comerciales, es necesario un amplio rango de protección de contenidos y características de acceso, y además, es también necesario permitir la incorporación de servicios de valor añadido a la cadena de distribución.

## Recursos bibliográficos
- Gil, Alberto; Sotelo, Rafael. "TV-Anytime: hacia una TV personalizada"  (enlace roto disponible en Internet Archive; véase el historial, la primera versión y la última).. Editorial Andavira. 2012. 978-8484086864.

- Datos: Q3892079